# Шелби (окръг, Тенеси)
Окръг Шелби (на английски: Shelby County) е окръг в щата Тенеси, Съединени американски щати. Площта му е 2031 km², а населението – 650 100 души (2000). Административен център е град Мемфис.